# Włastimir
Włastimir – książę serbski panujący około połowy IX wieku. Twórca potęgi swego państwa
Włastimir był synem Prosigoja i pochodził z serbskiej dynastii Wyszesławiców. Za swego panowania dokonał pełnej centralizacji państwa, podnosząc autorytet władzy książęcej i zorganizował system skarbowy. Najpoważniejszym przeciwnikiem jego państwa w I połowie IX wieku byli Bułgarzy, którzy w tym czasie opanowali dolinę Południowej Morawy, a na przełomie lat 40. i 50. podbili także ziemie macedońskie. W toku trwającej 3 lata wojny, ok. 850 roku, Włastimir pokonał wojska chana bułgarskiego Presjana i obronił niezależność swego państwa, uzyskując też wpływy w części Primorja. W tym też mniej więcej czasie pomógł swojemu południowemu sąsiadowi Trebinianom zrzucić zwierzchnictwo bizantyńskie. Wkrótce potem wydał za żupana Trebinii Krainę swą córkę. Kraina przyjął pod wpływem teścia tytuł książęcy uznając jednocześnie zwierzchnictwo serbskie. Ponieważ w II połowie IX wieku następcy Krainy rozciągnęli swe wpływy również na sąsiednią Duklę, obszar władzy księcia serbskiego rozszerzył się o to terytorium.
Włastimir miał trzech synów: Muncimira, Strojimira i Gojnika. Około 855 roku władzę w państwie przejął najstarszy syn wspólnie z braćmi.